# Chen Chengpo

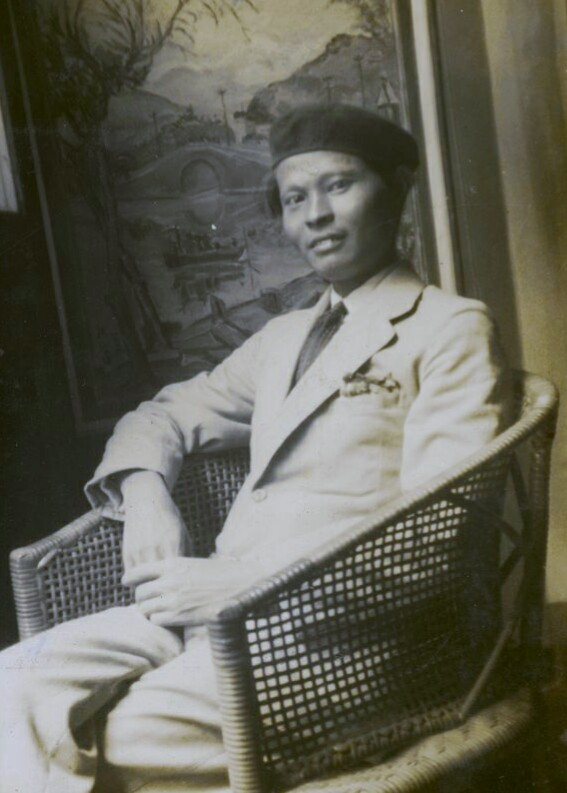
Chen Chengpo

Chen Chengpo (chinesisch 陳澄波 / 陈澄波, Pinyin Chén Chéngpō; * 2. Februar 1895 in Chiayi, Taiwan, Chinesisches Kaiserreich; † 25. März 1947 ebenda) war ein taiwanischer Maler zur Zeit der japanischen Herrschaft.

## Leben
Während seines Studiums der westlichen Malerei an der Kunsthochschule in Tokio war er 1926 der erste taiwanische Maler, der seine Werke in Japans renommierter Kaiserlicher Ausstellung zeigen durfte. Chen erlangte dadurch Berühmtheit und war nach seinem Studienabschluss von 1929 bis 1932 als Hochschuldozent in Shanghai tätig. Nach seiner Rückkehr nach Taiwan im Jahre 1933 gehörte er als freischaffender Künstler zu den prominentesten Persönlichkeiten seiner Heimatstadt Chiayi.
Er nahm an der 7./8. Kaiserlichen Ausstellung teil und gewann den Sonderpreis der 2./4. Taiwanischen Kunstausstellung. Des Weiteren war er Mitbegründer der Künstler-Vereinigungen Taiyang (1934) sowie Qingchen (1940) und trug maßgeblich zur Förderung zeitgenössischer Kunst in Taiwan bei.

## Stil
In seinem Stil orientierte sich Chen Chengpo vorwiegend an der westlichen Ölmalerei, vor allem des Impressionismus. Als einer der ersten modernen Maler Taiwans gehörte Chen auch zu den ersten Künstlern, die moderne Werke mit taiwanischen Motiven schufen. Seine bekanntesten Bilder haben Landschaften und Straßenszenen zum Motiv, besondere Berühmtheit erlangten die Darstellungen seiner Heimatstadt Chiayi.

## Tod und Nachwirkung
Nach dem Ende der japanischen Herrschaft und der Übergabe Taiwans an die Republik China wurde Chen als Abgeordneter in den Stadtrat der Stadt Chiayi gewählt. Während des Zwischenfalls vom 28. Februar 1947 gehörte er einem Komitee aus Bürgern der Stadt an, das zwischen der Bevölkerung und der Kuomintang-Armee vermitteln sollte. Bei einem Vermittlungsversuch wurde er von der Armee gefangen genommen und am 28. März auf dem Bahnhofsplatz von Chiayi durch ein Erschießungskommando öffentlich exekutiert.
In den folgenden Jahren der Kuomintang-Diktatur in Taiwan wurde Chens Name nicht mehr erwähnt, er und sein Werk fielen der Vergessenheit anheim. Erst 1979 fand in Taipeh die erste posthume Ausstellung eines Teils seiner Werke statt. Heute ist Chen Chengpo unbestritten als einer der bedeutendsten taiwanischen Künstler der Geschichte anerkannt. Nach der Demokratisierung Taiwans und dem Bekanntwerden der Umstände seines Todes wurde er zudem zu einer Symbolfigur der Erinnerung an die gewaltsamen Geschehnisse des Jahres 1947.
Im Jahr 1999 wurde auf Initiative der Familie des Malers die Chen-Chengpo-Stiftung ins Leben gerufen, die im Zusammenwirken mit verschiedenen Partnern Ausstellungen im In- und Ausland organisiert. Auf einer Wanderausstellung, die in den Jahren 2014 und 2015 durch die Städte Tainan, Shanghai, Tokio und Taipeh führte, wurden Werke Chens zum ersten Mal einem größeren internationalen Publikum gezeigt. Im April 2015 folgte die erste Ausstellung in den USA. Eine ständige Ausstellung von Werken Chen Chengpos ist im Städtischen Museum Chiayi zu sehen.

## Werke (Auswahl)

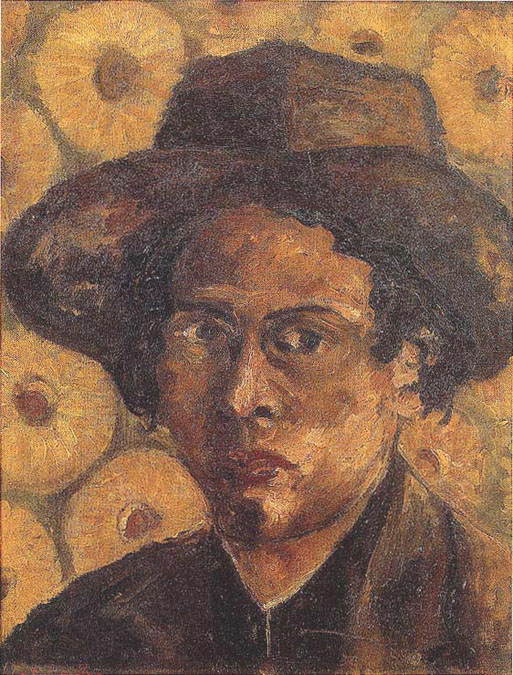
Selbstporträt (1927)
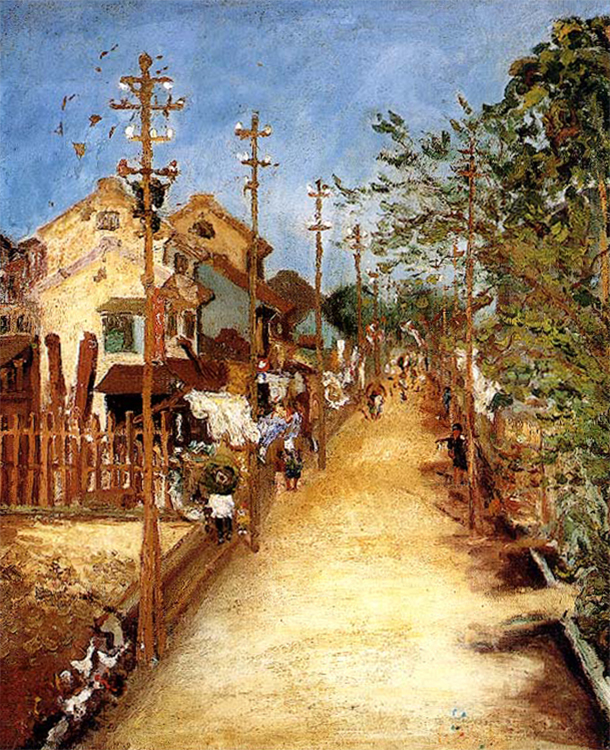
Straße in Chiayi (1927)
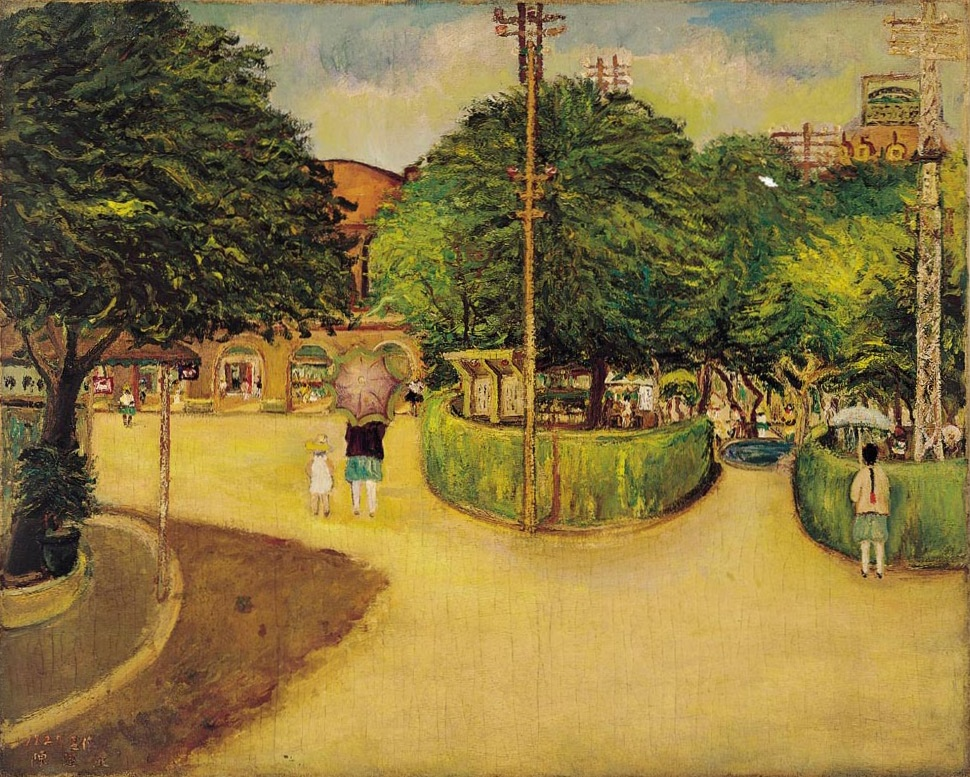
Straße im Sommer (1927)
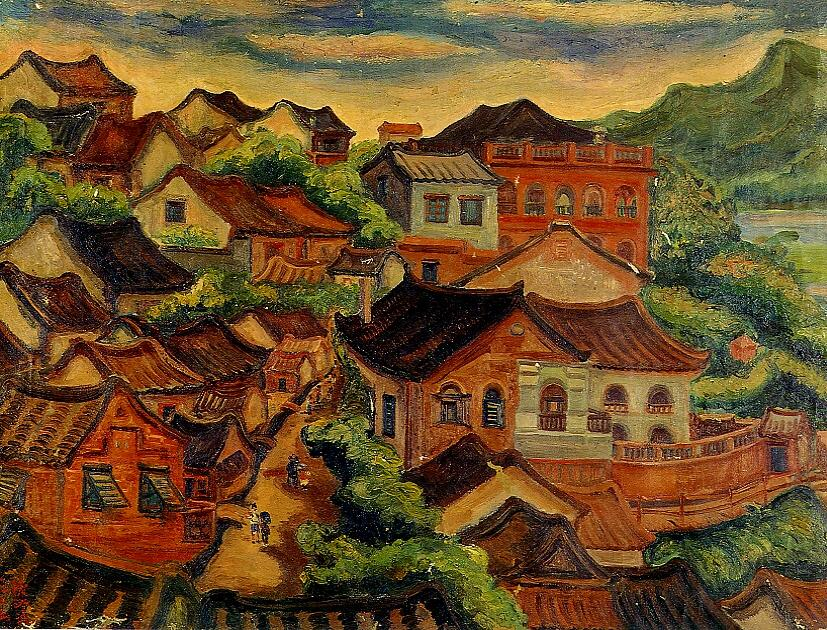
Tamsui (1933)
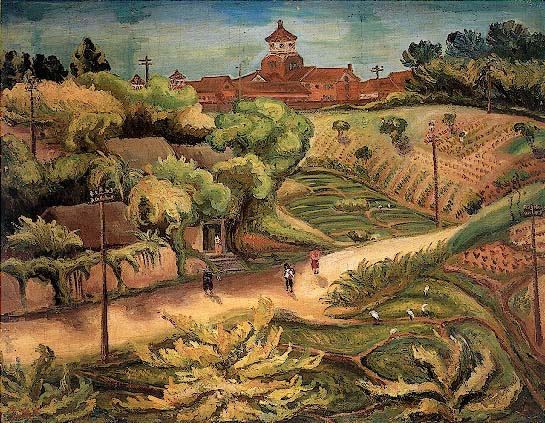
Mittelschule in Tamsui (1936)
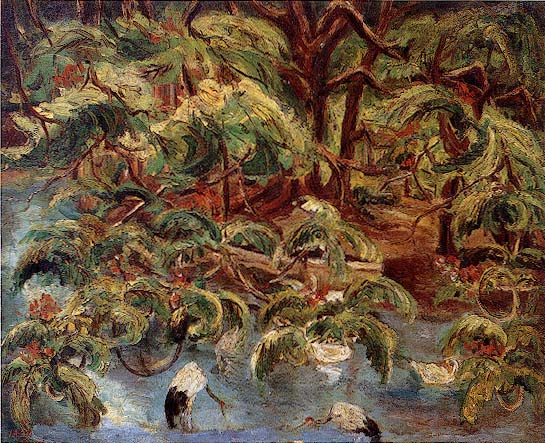
Park in Chiayi (1937)
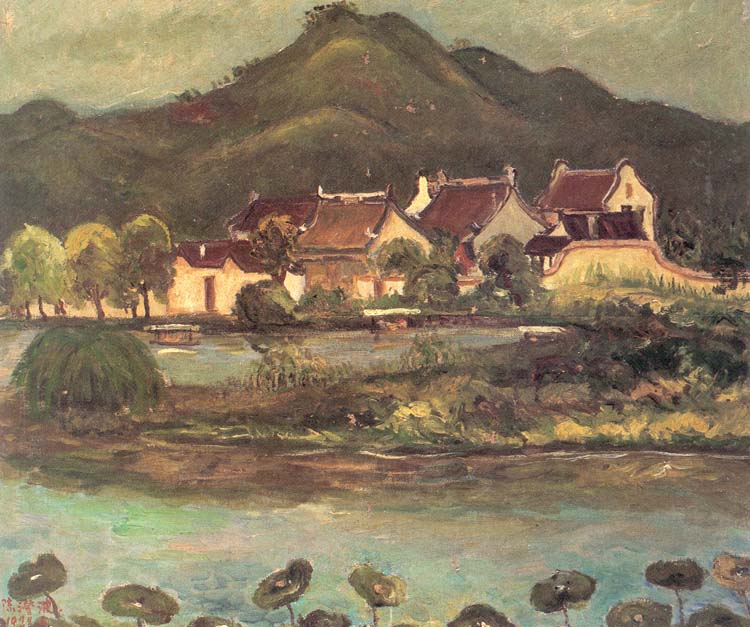
Alte Häuser in Hangzhou
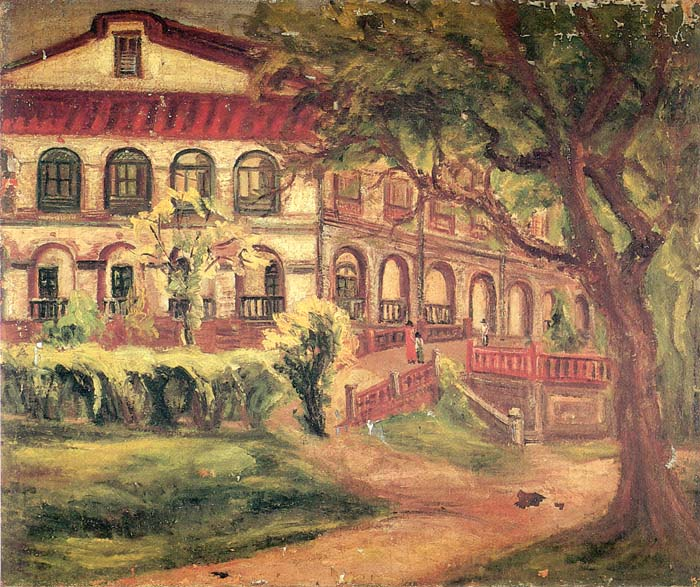
Die Changrong High School für Mädchen (1941)